# Vaquero (película)
Vaquero  es una película argentina dirigida por Juan Minujín y protagonizada por Juan Minujín, Guillermo Arengo y Daniel Fanego. Fue estrenada el 29 de septiembre de 2011.

## Sinopsis
La vida de Julián Lamar parece cambiar cuando le avisan de un casting para una película extranjera dirigida por un reconocido director. La fantasía de quedarse con el papel, de diferenciarse de los demás, de cambiar su estatus, su país, su lenguaje; la posibilidad de convertirse en otro impulsa a Julián a subir la apuesta inicial y planificar el gran salto.

## Reparto
- Juan Minujín como Julián
- Guillermo Arengo
- Daniel Fanego
- Pilar Gamboa
- Brad Krupsaw como Vince
- Esteban Lamothe
- Marcelo Melingo
- Esmeralda Mitre
- Sergio Pángaro
- Leonardo Sbaraglia como Alonso
- Alberto Suárez
- Julieta Vallina